# Kujung
Kujung is een bestuurslaag in het regentschap Tuban van de provincie Oost-Java, Indonesië. Kujung telt 1282 inwoners (volkstelling 2010).